# Diego Hostettler
Diego Hostettler (* 23. Juli 1980 in Bern, Schweiz) ist ein Schweizer Techno-DJ und -Produzent. Er veröffentlicht unter anderem auf dem deutschen Label Kanzleramt Records.

## Diskografie

### Alben
- 2001 – Mouth Full Of Fresh Cut Flowers
- 2001 – Shapes&Forms
- 2002 – The Persuasion Channel
- 2003 – Reasons
- 2003 – Instant Reality
- 2004 – Open
- 2005 – Crome (Heiko Laux, Teo Schulte feat. Diego)